# فيصل أبو خضرا
فيصل أبو خضرا (1934-2024) هو رجل أعمال وسياسي فلسطيني، من مواليد مدينة يافا. شغل منصب عضو في المجلس الوطني الفلسطيني. يشار أنه شقيق سلوى أبو خضرا (1929-2024).

## سيرته
ولد فيصل حلمي رشيد أبو خضرا في مدينة يافا، والده كان من زعماء الثورة الفلسطينية. هُجر مع عائلته عام 1948 بسبب النكبة إلى دمشق، ثم انتقل للدراسة في جمهورية مصر، حيث التحق بالجامعة الأمريكية بالقاهرة، وهنالك التقى ياسرعرفات، وأبو إياد وأبو جهاد، واعضاء من حركة فتح والثورة. انتقل للعمل في المملكة العربية السعودية بمجال البناء والإعمار وقد مُنح الجنسية السعودية. ساهم مادياً ومعنوياً في إسناد الثورة الفلسطينية، حيث قام بتأسيس ثانوية مجانية للفلسطينيين في جنوب لبنان ودعم مدارس تل الزعتر، وأبتعث الطلاب المميزين من فلسطين ولبنان للدراسة في الخارج خاصة بعد هزيمة حزيران 1967. أسس مجلة المستقبل في العاصمة الفرنسية وترأس تحريرها نبيل خوري.

## مؤلفاته
نشر فيصل أبو خضرا العديد من المقالات في صحيفة القدس، والشرق الأوسط، والأهرام، وصدر له مجموعة من الكتب منها:
- كتاب «تاريخ المسألة الفلسطينية..الأزمة والحل».[5]
- كتاب «حرب الثلاثة الأف عام».
- كتاب «من يشوع بن نون إلى ياسر عرفات».
- كتاب «تاريخ النفوذ اليهودي في أمريكا».

## وفاته
توفي في 1 كانون الثاني 2024 في القاهرة.